# Сушков, Владимир Фёдорович
Влади́мир Фёдорович Сушко́в (род. 27 мая 1960, с. Русское Маскино, Мордовская АССР) — российский государственный деятель. Глава Администрации городского округа Саранска (2004—2012), Председатель Правительства Республики Мордовия (2012—2021).

## Биография
По национальности русский. Окончил Мордовский государственный университет имени Н. П. Огарёва по специальности инженер-строитель (1982), Нижегородский социально-политический институт (политолог) (1992), МГУ им. Н. П. Огарева (менеджер по специальности «Государственное и муниципальное управление») (1998).
В 1982—1983 годах — мастер, главный геодезист «Мордовколхозстроя».
С 1983 по 1985 год — инструктор Мордовского обкома ВЛКСМ, затем первый секретарь Пролетарского райкома[где?] ВЛКСМ. В 1987—1990 годах — зав. отделом Мордовского обкома ВЛКСМ.
В 1991 году работал в Совете Министров МАССР, затем управляющим делами Фонда имущества Мордовии. В 1992—2001 годах — начальник хозяйственного управления Администрации Главы Республики Мордовия, заместитель руководителя Администрации Главы Республики Мордовия.
С 2001 по 2004 год — заместитель Председателя Правительства Республики Мордовия (курировал вопросы строительства и ЖКХ).
С 2004 по 2005 год — Глава Администрации города Саранска. С 2006 года Глава Администрации городского округа Саранска.
В сентябре 2010 года и мае 2012 года выдвигался партией «Единая Россия» кандидатом на должность главы Мордовии.
С 2012 по 2021 год — Председатель Правительства Республики Мордовия.
Супруга — Ирина Николаевна; сыновья Андрей (род. 1983) и Владимир (род. 1991). Брат — Пётр (род. 1964).

## Награды
- Благодарность Президента Российской Федерации (1 декабря 2007 года) — за активное участие в подготовке и проведении Международного фестиваля национальных культур финно-угорских народов[4].
- Орден святого преподобного Серафима Саровского III степени (2011 год)[5]